# São Pedro de Oliveira
São Pedro de Oliveira foi uma freguesia portuguesa do município de Braga, com 2,24 km² de área e 515 habitantes (2011). Densidade: 229,9 hab/km².
Foi extinta em 2013, no âmbito de uma reforma administrativa nacional, tendo sido agregada à freguesia de Guisande, para formar uma nova freguesia denominada União das Freguesias de Guisande e Oliveira (São Pedro) com a sede em Guisande.

## População
| População da freguesia de Oliveira (São Pedro) (1864 – 2011) | População da freguesia de Oliveira (São Pedro) (1864 – 2011) | População da freguesia de Oliveira (São Pedro) (1864 – 2011) | População da freguesia de Oliveira (São Pedro) (1864 – 2011) | População da freguesia de Oliveira (São Pedro) (1864 – 2011) | População da freguesia de Oliveira (São Pedro) (1864 – 2011) | População da freguesia de Oliveira (São Pedro) (1864 – 2011) | População da freguesia de Oliveira (São Pedro) (1864 – 2011) | População da freguesia de Oliveira (São Pedro) (1864 – 2011) | População da freguesia de Oliveira (São Pedro) (1864 – 2011) | População da freguesia de Oliveira (São Pedro) (1864 – 2011) | População da freguesia de Oliveira (São Pedro) (1864 – 2011) | População da freguesia de Oliveira (São Pedro) (1864 – 2011) | População da freguesia de Oliveira (São Pedro) (1864 – 2011) | População da freguesia de Oliveira (São Pedro) (1864 – 2011) |
| ------------------------------------------------------------ | ------------------------------------------------------------ | ------------------------------------------------------------ | ------------------------------------------------------------ | ------------------------------------------------------------ | ------------------------------------------------------------ | ------------------------------------------------------------ | ------------------------------------------------------------ | ------------------------------------------------------------ | ------------------------------------------------------------ | ------------------------------------------------------------ | ------------------------------------------------------------ | ------------------------------------------------------------ | ------------------------------------------------------------ | ------------------------------------------------------------ |
| 1864                                                         | 1878                                                         | 1890                                                         | 1900                                                         | 1911                                                         | 1920                                                         | 1930                                                         | 1940                                                         | 1950                                                         | 1960                                                         | 1970                                                         | 1981                                                         | 1991                                                         | 2001                                                         | 2011                                                         |
| 329                                                          | 372                                                          | 362                                                          | 393                                                          | 390                                                          | 368                                                          | 411                                                          | 462                                                          | 472                                                          | 489                                                          | 497                                                          | 560                                                          | 614                                                          | 568                                                          | 515                                                          |

## História
O primeiro documento referente à localidade data do século XIII, sendo uma das 556 localidades incluídas nos censuais de Braga e Guimarães, abrangidas pelas Inquirições de 1220.

## Património
Do seu património destaque para o 'Penedo das Letras', que inspirou ao longo de tempos lendas e narrativas de amores proibidos. Diz-se que ali se refugiava o Rei D. Miguel para se esquecer dos conflitos com a sua mãe. Porém, o povo sempre afirmou que o rei vinha ao Penedo das letras para cortejar uma moça da terra.
Ao lado do penedo existe um cruzeiro da Independência que evoca as datas de 1140, 1640 e 1940 e um outro com a seguinte inscrição: 'Veio e subiu a estas pedras sua majestade o Sr. D. Miguel I".